# Luncanii de Sus, Timiș
Luncanii de Sus este un sat în comuna Tomești din județul Timiș, Banat, România. Se află în partea de est a județului, în Munții Poiana Ruscă.
În trecut a exista un singur sat: Luncani. La începutul anilor '50 din secolul al XX-lea, acest sat s-a desprins în Luncanii de Sus și Luncanii de Jos.

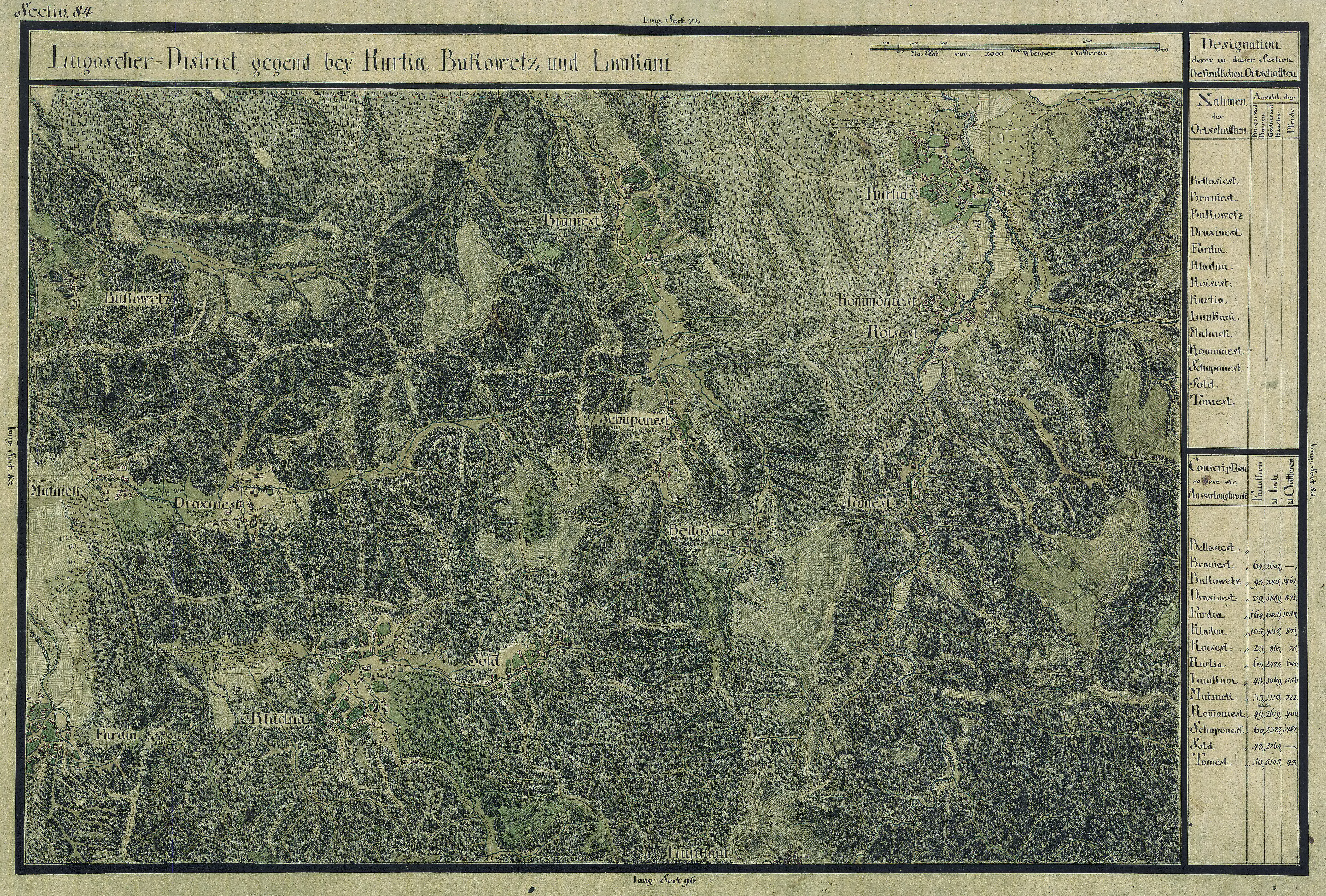
Luncanii de Sus în Harta Iosefină a Banatului, 1769-72

## Istorie
Primele informații mai detaliate despre această zonă le avem cu ocazia împroprietăririi fraților Zărnești, prin dania regală din 22 septembrie 1365. În hotarele moșiei Icușul de Sus erau amintite anumite locuri din această zonă, reprezentând hotarul cu alte moșii: Izvorul Topla (Tuplafeu), Valea Lupului (Farkasfeu).
Documentele din perioada 1365 – 1371 menționează mai multe așezări printre care Padushausa (satul Muntele Padeș) probabil satul Luncanii de Sus. Informații despre Luncani avem din Dania Regală din 22 septembrie 1365 când este menționată așezarea Padushausa (satul Muntele Padeș). La sfârșitul secolului al XVI-lea este amintit cu numele de Lunca.  În conscrierea din 1690/1700 se găsește sub numele de Lunkany. La început localitatea a existat pe deal, pe locul Luncaniului de Sus de astăzi. Prin construirea în anul 1734 a unui furnal pentru topit metale și exploatarea minelor de fier, locuitorii încep să se așeze pe valea râului Bega formând satul Luncanii de Jos.În documente se amintește că Luncani era o biserică din lemn în anul 1794. Statistica parohiilor și preoților din eparhia Timișoara din 1776 consemnează parohie la Luncani cu 38 de case în care preot era Alexandru Popovici și care aparținea de protopopiatul Făget.În anul 1872 cu ajutorul lui Ioan Dumitrescu (a cumpărat locul) și cu cel al credincioșilor , s-a ridicat o nouă biserică din lemn , în Luncanii de Jos. Preot era Nicolae Lupulescu. Aici exista și un oficiu miner precum și administrația austriacă a cercului Luncani (1778). Pe la 1840 turnătoria de fier exista aproape de vărsarea pârâului Topla în râul Bega. În timpul revoluției de la 1848 întreprinderea a avut ca proprietar familia Hoffman și Madarspach, apoi în 1857 este vândută baronului Ludovic Haber și principelui de Fürstenberg, care în 1860 au vândut-o unei societăți miniere din Brașov.  Pe la 1734 existau în Luncani instalații balneo-climaterice (folosind probabil apa caldă a pârâului Topla).În anul 1910 parohia a fost vizitată de episcopul dr. Miron Cristea.
În anul 1940 în Luncani era preot Iuliu Stoica,care mentioneaza: „Locuitorii deși luptă greu cu traiul, nu sunt vicioși și nici luxoși”.  Parohia avea 724 români ortodocși.
Între anii 1974 – 1975 s-a ridicat o nouă biserică prin contribuția locuitorilor și strădania preotului Bucur Ioan. În prezent preot este Ioan Neamțu parohia având 417 credincioși.